# Тозьор (област)
Тозьор (на арабски: ولاية توزر‎) е една от 24-те области (вилаети) на Тунис. Разположена е в западната част на страната и граничи с Алжир. Площта на областта е 4719 км², а населението е около 98 000 души (2004). Столица е град Тозьор.